# Чубут (річка)
Чубу́т (ісп. Río Chubut) — річка в Патагонії, у південній частині Аргентини.
Назва річки походить від слова chupat мовою народу Теуелче, що означає «прозорий».
Довжина річки 810 км, площа басейну річки — близько 138 тисяч км². Річка бере початок на східних схилах Патагонських Анд і впадає поблизу міста Росон в Атлантичний океан, перетинаючи по шляху напівпустельні плато. Головна притока річки — Ріо-Чико .
За 120 км на захід від міста Трелев побудована гребля. Роботи зі спорудження греблі були розпочаті 19 квітня 1963 року. Водосховище займає площу 70 км². Гідроелектростанція забезпечує електроенергією ряд міст регіону: Калета-Олівія, Комодоро-Рівадавія, а також інші населені пункти.